# 龍安寺 (美濃加茂市)
龍安寺（りゅうあんじ）は岐阜県美濃加茂市井深字寺洞にある臨済宗妙心寺派の寺院。山号は碧雲山。

## 歴史
土岐氏ゆかりの寺院で、近隣にある正眼寺と深い関係があり、禅徳寺、卜雲寺や放光寺などと共に四隣寺と呼ばれた。
建徳2年(1371年)に美濃国守護の土岐康行が僧海禅師を開山として招き碧雲山 永安寺として建立した。
その後、土岐康行が没するとその墓が設けられたとされるが、現在では所在が分からなくなっている。
土岐氏の没落に伴って廃れたが、延宝年間(1673年～1681年)の初頭に 閩嶺永晋によって再興され、臨済宗大徳寺派から妙心寺派に改め、寺号を龍安寺に改めた。
享保15年（1730年）、卜雲寺の寺領から掘り出された鴻鐘に、「大日本美濃州武儀郡揖深荘碧雲山永安禅寺鴻鐘」とあり、「至徳元年甲子季秋朔丙申晦日乙丑鋳之」とあり、「大檀那源朝臣義行」とあるのは、寺領を寄進した土岐康行のことであり、現在も鐘楼門に吊されている。

## 境内
天満宮が祀られている。三十三観音菩薩と子安観音菩薩がある。

## 薬師堂
字井上のミゾホラの西、河原田のアタンビラの南、愛宕山の中腹に薬師堂がある。
この地は元上切庄屋の井上半七郎が、正眼寺の見桃主塔列岫に閑居の地として寄進したものであるが、
延享4年(1747年)、上切庄屋の井上多左衛門が、薬師・観音堂を建てたのに始まり、一時期は卜雲寺の寺領から掘り出された鴻鐘がここに懸けられていた。
龍安寺は、ここを含照庵として尼僧の庵主を住まわせたこともあるが、後に無住となり龍安寺の手を離れ、村方の中切組に属している。
毎年9月1日の盂蘭盆の日には、この薬師堂で中切組が施餓鬼をし、龍安寺から僧が招かれて読経を行っている。

## 文化財
梵鐘は室町時代前期の希少なものであるとして、昭和37年(1962年)岐阜県の文化財に指定された。
また、鐘楼門自体も建立後300年以上を経た価値のあるものとして美濃加茂市の文化財に指定された。